# آرافا

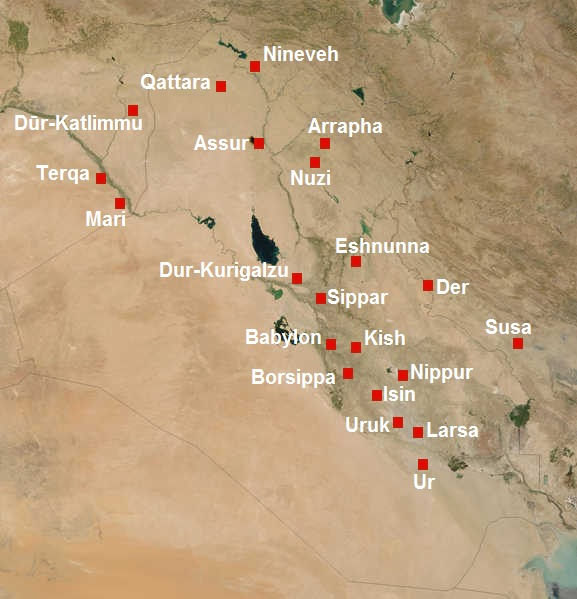
آرافا و دیگر شهرهای بین‌النهرین در هزاره دوم پیش از میلاد

آرافا یا آراپخا (اکدی: Arrapḫa; عربی: أرابخا، عرفة) شهری باستانی در شمال شرقی عراق امروزی بود که تصور می‌شود در شهر کرکوک واقع شده است.
در سال ۱۹۴۸، «آرافا» نام منطقه مسکونی کرکوک شد که توسط شرکت نفت شمال به عنوان محل سکونت کارگران آن ساخته شد.

## تاریخچه
اولین گزارش مکتوب آرافا از امپراتوری نو سومری (حدود قرن ۲۲ تا ۲۱ قبل از میلاد) گواهی شده است. آرافای باستانی بخشی از امپراتوری اکد در دوران سارگون بزرگ (۲۳۳۵–۲۱۵۴ قبل از میلاد) بود. و شهر در زمان سلطنت نارام سین در معرض حملات لولوبی‌ها قرار گرفت.
این شهر در حدود ۲۱۵۰ سال قبل از میلاد توسط گوتیان اشغال شد. آرافا قبل از نابودی و رانده شدن گوتی‌ها از بین‌النهرین توسط امپراتوری نو سومری در سال ۲۰۹۰ قبل از میلاد، پایتخت پادشاهی کوتاه مدت گوتی (گوتیوم) بود.
آرافا در قرن هجدهم قبل از میلاد در زمان حکومت آشور و بابل مرکز تجاری مهمی بود. با این حال، در طول قرن ۱۵ و اوایل قرن ۱۴ قبل از میلاد، این شهر دوباره عمدتاً یک شهر هوری، پایتخت پادشاهی کوچک هوری آرافا بود، که در امتداد لبه جنوب شرقی منطقه تحت تسلط میتانی قرار داشت. این پادشاهی تابع میتانی بود که واحدهایی از ارابه‌ها را در شهرهای آرافیایی مانند لوبدو، Arwa و Arn-apuwe مستقر می‌کرد. در طول امپراتوری آشور میانه (۱۳۶۵–۱۰۵۰ قبل از میلاد)، پس از اینکه نیروهای آشوری پادشاهی میتانی هوری را شکست دادند، به‌طور کامل در آشور گنجانده شد.
این شهر در قرن ۱۱ و ۱۰ قبل از میلاد به عنوان بخشی از آشور به شهرت زیادی رسید. در سال ۶۱۵ قبل از میلاد، هووخشتره پادشاه مادها با مشاهده اشتغال آشوری‌ها با بابلی‌ها و شورش‌های خشونت‌آمیز بین خود، با موفقیت به آرافا که یکی از آخرین دژهای امپراتوری آشوری نو بود، حمله و آن را طی نبرد آرافا فتح کرد. این منطقه بعداً بخشی از استان آثورا تحت فرمان شاهنشاهی هخامنشی شد.
آرافا سپس به دست امپراتوری مقدونی افتاد، جایی که در امپراتوری سلوکی بعدی آن بخشی از سوریه سلوکی شد (سوریه شکلی آفتیک از آشور است). آرافا تا زمان هلنیستی به این صورت ذکر شده است، در آن زمان این سکونتگاه با نام سریانی Karka (ܟܪܟܐ) بازسازی شد.
بین اواسط قرن دوم قبل از میلاد و اواسط قرن سوم پس از میلاد، در طول شاهنشاهی اشکانی و شاهنشاهی ساسانی اولیه، این مکان به خط سریانی کشیش مسیحی به عنوان بیت گارمه ذکر شده است، جدا از یک دوره کوتاه در اوایل قرن دوم پس از میلاد که بخشی از استان رومی کوردوئن نظر گرفته شد. ساسانیان در اواسط تا اواخر قرن سوم پس از میلاد تکه‌تکه‌های کشورهای مستقل و نیمه مستقل آشوری را فتح کردند و آرافا تا فتح اسلامی اعراب در اواسط قرن هفتم پس از میلاد، در گرمکان تحت حکومت ساسانی گنجانده شد. در این زمان آسورستان منحل شد و آرافا-کرکا در نهایت کرکوک شد.
آرافا به دلیل قرار گرفتن در زیر کرکوک امروزی هنوز پیدا نشده است.